# MF Bruvik

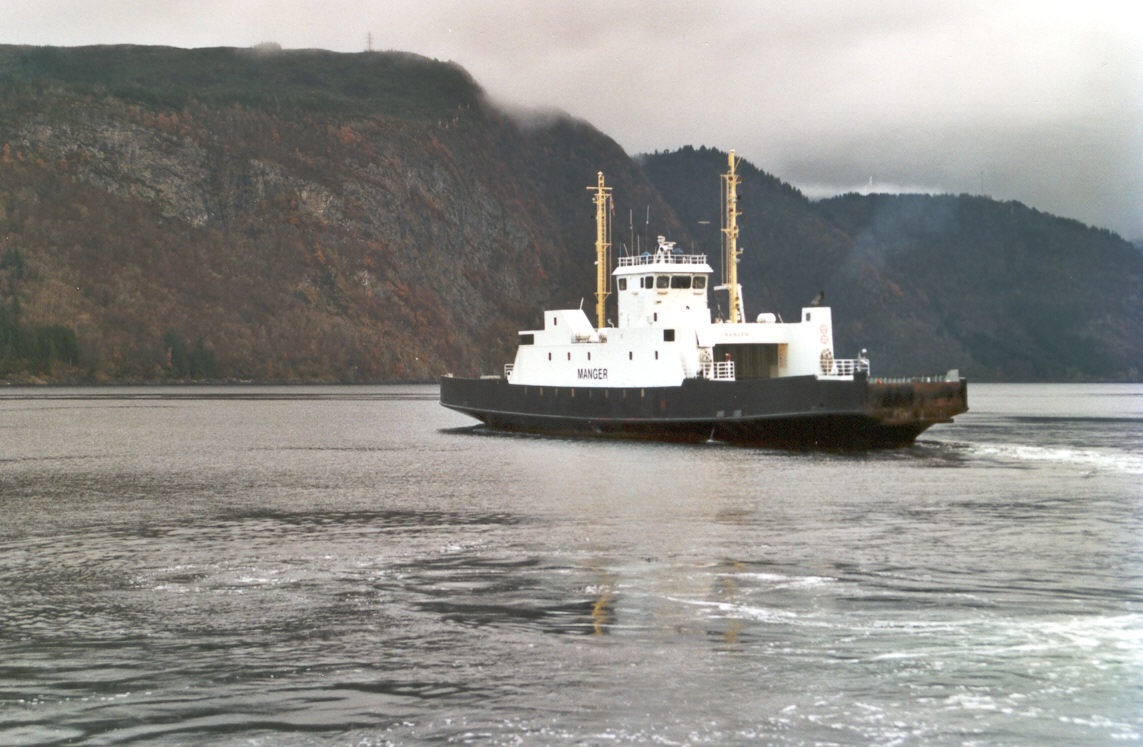
MF Bruvik. Foto: Harald Sætre.

MF Bruvik är en bilfärja byggd 1980 för Bergen-Norhordaland Rutelag (BNR). Omdöpt till MF Manger år 1995 och senare övertagen av HSD. Såld till Sverige år 2005 och omdöpt till Ebba.

## Teknisk information
- Byggår: 1980
- Byggplats: Hommelvik
- Brutto registerton: 495
- Netto registerton: 215
- Personbilskapacitet: 50

## Historia
- 1980: mars: Levererad som Bruvik till A/S Bergen-Nordhordland Rutelag, Bergen
- 1994: sept: Ommålad
- 1995: juni: Omdöpt till Manger
- 2002: jan: Övertagen av HSD Sjø AS, Bergen
- 2005: 13 mars: Såld till Ornö Sjötransport AB, Ornö, Sverige och omdöpt till Ebba

- Wikimedia Commons har media som rör MF Bruvik.